# Cladocolea tehuacanensis
Cladocolea tehuacanensis là một loài thực vật có hoa trong họ Loranthaceae. Loài này được (Oliv.) Tiegh. mô tả khoa học đầu tiên năm 1895.